# Силвия Кабаиванова
Силвия Кабаиванова е българска модна журналистка, създателка и главен редактор на Българският портал за мода „Fashion.bg“ и е негов главен редактор.

## Биография
Силвия Тодорова Кабаиванова е родена на 18 април 1975 г. в Русе. Завършила е Английската гимназия „Гео Милев“ в Русе и Русенския университет „Ангел Кънчев“, специалност Индустриален мениджмънт.
През 1999 г. създава първият специализиран български моден портал Fashion.bg, който отразява производители, дизайнери, модни къщи, търговци и дистрибутори, фотомодели и манекени, модни агенции, модни фотографи, браншови и образователни организации, модни списания и др.
Зам. главен редактор е на „Fashion Lifestyle Magazine“, електронно списание за мода и лайфстайл, което е съвместен проект с проф. Любомир Стойков.
Включена е в книгата „Първите в българския Интернет“ на Жюстин Томс и Горица Белогушева.
Силвия е член на Академия за мода и Men's Fashion Cluster. Участвала е в журито на множество модни конкурси, сред които „Златна игла“, Мисис Русе, „Костюмът за мъжа на XXI век“, мис сИрена, мис Мерилин, Мис Арго – Рибарица и др. Няколко години е канена от организаторите и отразява „Castilla y Leon Fashion Week“.
Участва като член на международното жури на конкурса Fashion Award 2018.
Учредител е на „Сдружение Българска модна асоциация“ – юридическо лице с нестопанска цел за подпомагане, насърчаване, представителство и защита на стопанските интереси на своите членове, за развитие на техния потенциал и за увеличаване на възможностите им за участие на международните модни пазари, както и съдействие за по-нататъшно развитие и иновации в сферата на модата и модната индустрия.